# Куна (язык)
Куна (Dulegaya, Kuna) — чибчанский язык, на котором говорит народ куна, проживающие в Колумбии и Панаме. Имеет две разновидности: сан-бласский и пограничный диалекты.

## Разновидности
- Пограничный куна (Border Cuna, Caiman Nuevo, Colombia Cuna, Cuna, Kuna de la Frontera, Long Hair Cuna, Paya-Pucuro, Payo-Pucura Cuna) распространён в городе Аркия департамента Чоко; в городах Кайман-Альто и Кайман-Нуэво департамента Антьокия; в регионе Дарьен, около восточных и западных берегов рек Галф и Ураба, на северном побережье около панамского перешейка в Колумбии, а также в деревнях Пая и Пукуро на юго-востоке Панамы.
- Сан-бласский куна (Cuna, San Blas Cuna, San Blas Kuna) распространён на островах Сан-Блас и на континентальной части Панамы.

## Алфавит
a, b, d, e, g, i, l, m, n, o, r, s, u, w, y
Алфавит утверждён в 2010 году. До этого использовались также буквы ch, k, p, t.